# Eudendrium bathyalis
Eudendrium bathyalis is een hydroïdpoliep uit de familie Eudendriidae. De poliep komt uit het geslacht Eudendrium. Eudendrium bathyalis werd in 2000 voor het eerst wetenschappelijk beschreven door Marques & Calder. 